# Ermal Kuqo
Ermal Kuqo, conosciuto anche con il nome turco di Ermal Kurtoğlu (Coriza, 12 febbraio 1980), è un ex cestista albanese con cittadinanza turca.
Alto 206 cm e figlio del nazionale albanese Robert, giocava come ala grande.

## Carriera
Con la Turchia ha disputato i Campionati mondiali del 2006 e due edizioni dei Campionati europei (2005, 2007).

## Palmarès
- Campionato turco: 2

Efes Pilsen: 2003-04, 2004-05
- Coppa di Turchia: 2

Efes Pilsen: 2005-06, 2006-07
- Coppa del Presidente: 1

Efes Pilsen: 2009